# Gymnothorax thyrsoideus
Murène à œil blanc
Espèce
Gymnothorax thyrsoideus, communément nommée la murène à œil blanc ou murène à tête grise, est une espèce de poissons de la famille des Muraenidae.

## Description
La murène à œil blanc est une murène de taille moyenne qui peut atteindre une longueur maximale de 66 cm, cependant les spécimens habituellement rencontrés n’excèdent guère 40 cm de long,, pour un maximum de 65 cm.
Son corps serpentiforme possède une teinte de fond brun jaunâtre (parfois plus pâle) dont l'intensité varie d'un individu à l'autre et est moucheté d'une multitude de petites taches sombres. La tête est grise à brune avec des yeux blancs.

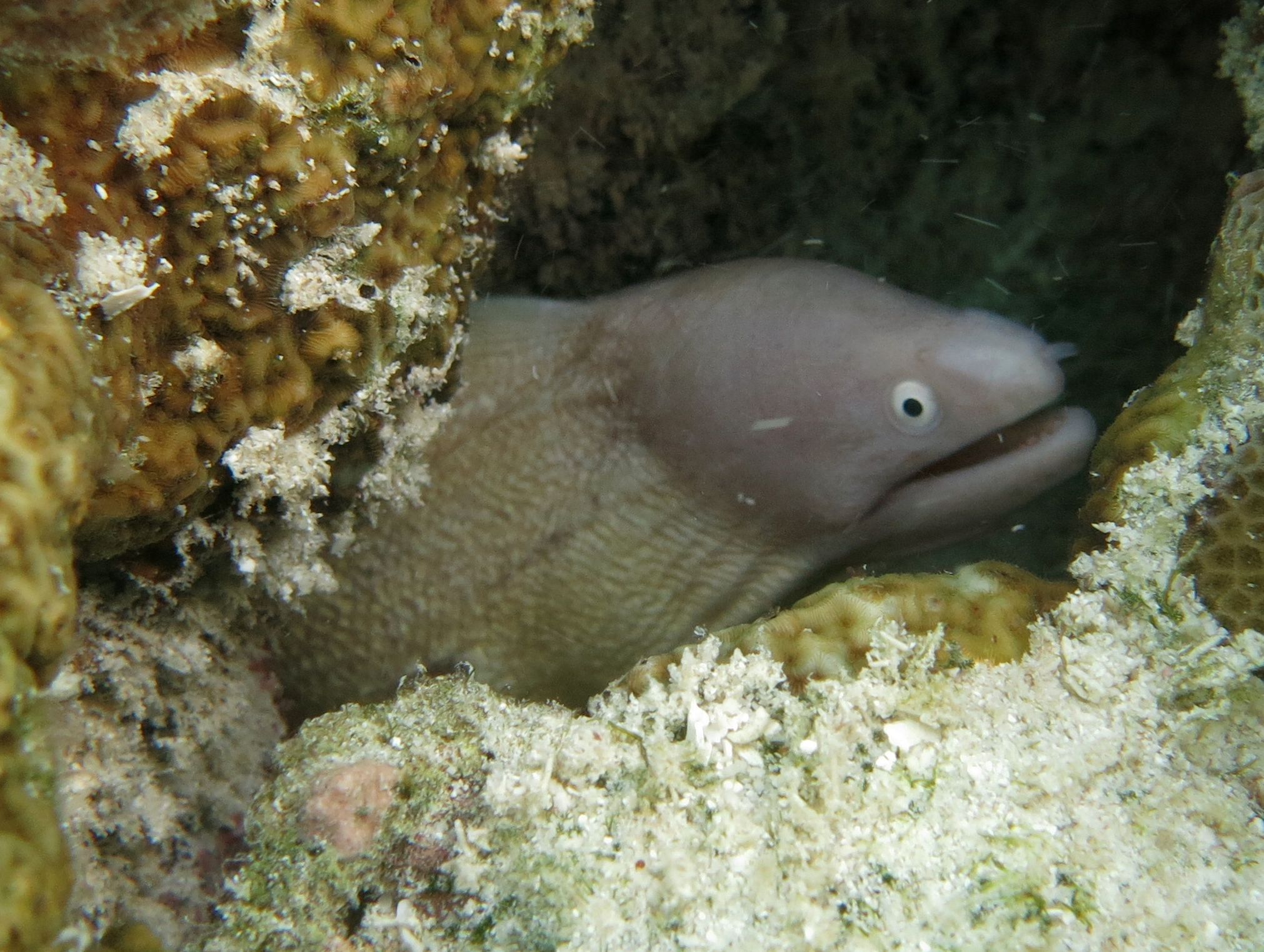
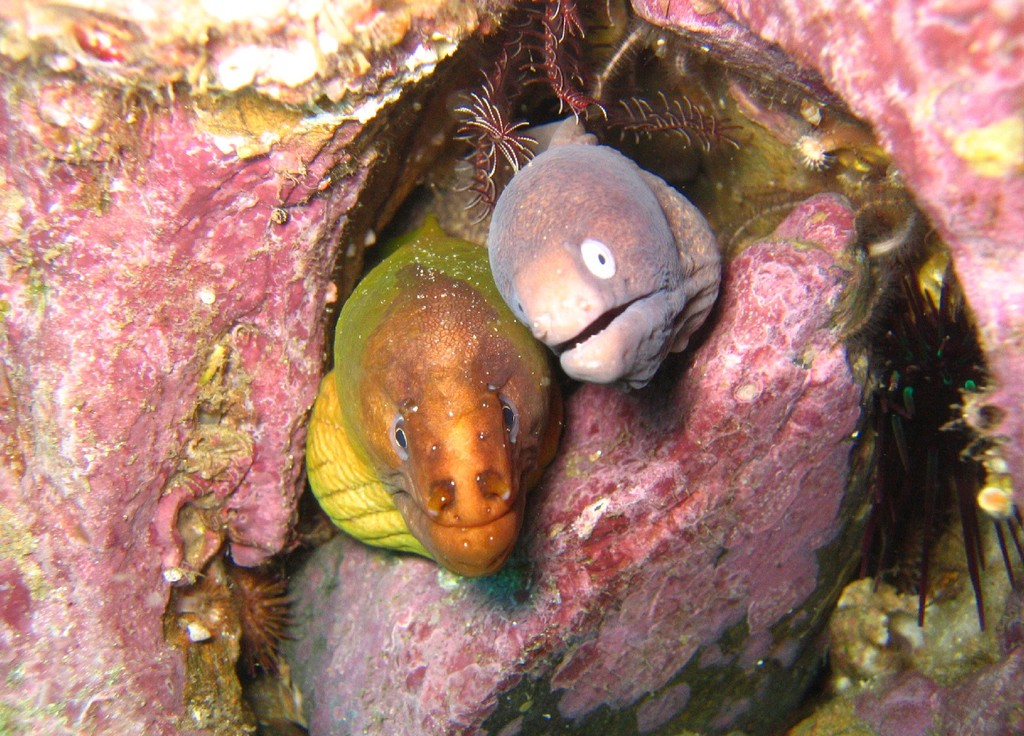
Avec une Gymnothorax prasinus
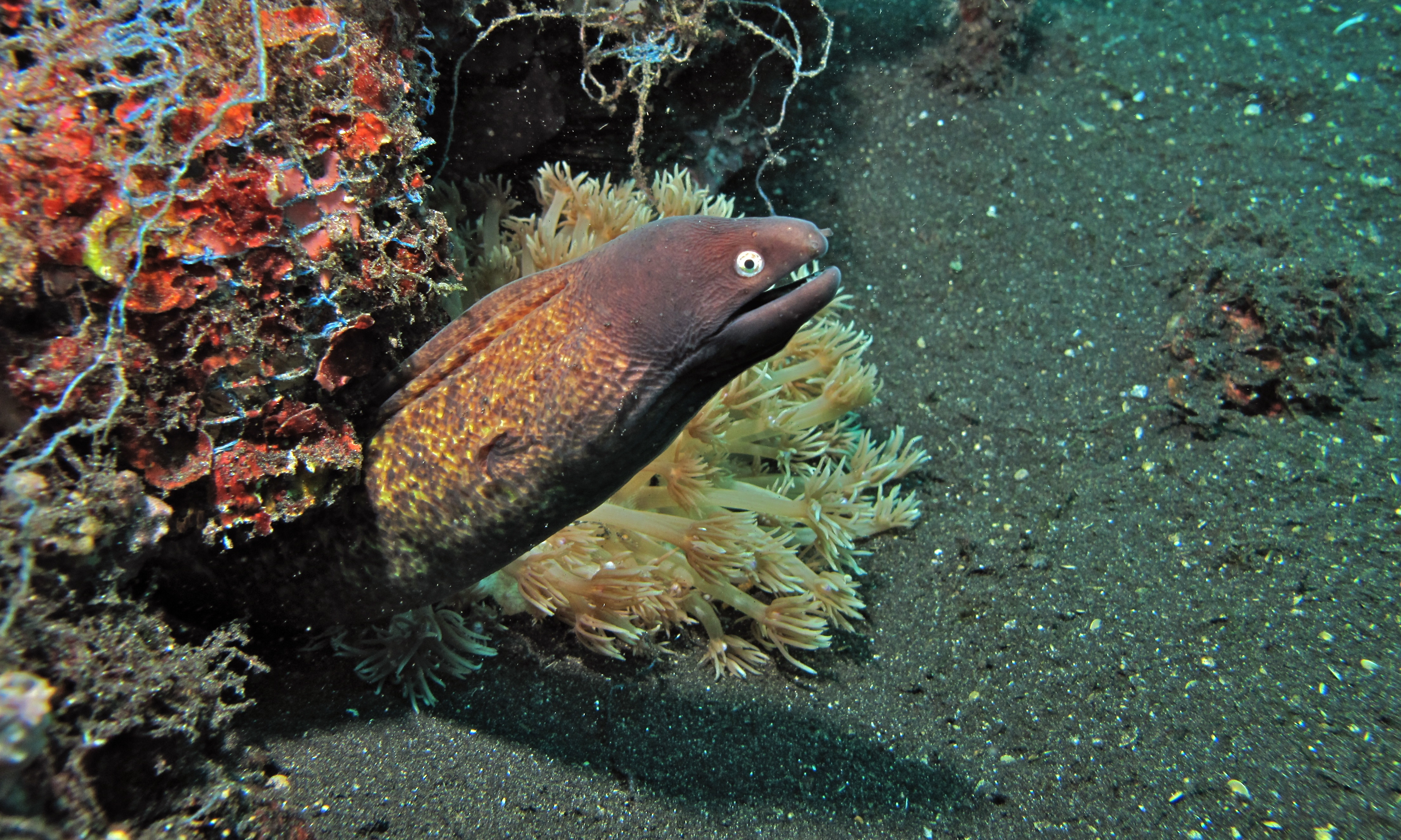
Sulawesi, Indonésie

## Distribution & habitat
La murène à tête grise est présente dans les eaux tropicales et subtropicales du bassin Indo-Pacifique soit de l'Inde et Maldives à la Polynésie et du sud de Japon à l'Australie et la Nouvelle-Calédonie.
Cette murène affectionne les eaux peu profondes et quelque peu turbides des lagons, récifs protégés, les zones détritiques riches en débris et les épaves de la surface à 35 m de profondeur.

## Biologie
La murène à œil blanc est un carnivore et benthique, la journée elle se repose dans un abri souvent en compagnie d'autres murènes et la nuit venue elle sort de son repaire et chasse activement ses proies, constituées de petits poissons et de crustacés.